# Le Puy-Sainte-Réparade
Le Puy-Sainte-Réparade è un comune francese di 5 352 abitanti situato nel dipartimento delle Bocche del Rodano della regione della Provenza-Alpi-Costa Azzurra.

## Società

### Evoluzione demografica
Abitanti censiti